# Dolomiti di Comelico
Con il termine Dolomiti di Comelico (o Dolomiti del Comelico) si intende l'insieme dei gruppi montuosi e montagne sparse poste in Veneto, lungo il confine tra l'Austria e l'Italia, appartenenti alle Alpi Carniche (Catena Carnica Occidentale), mentre alcune classificazioni le fanno rientrare nel complesso delle Dolomiti Carniche. 
Comprese nell'area montana del Comelico, da cui prendono il nome, situato a nord del Cadore, corrono per circa 50 km, sono delimitate a nord dal Tirolo austriaco e dalla Carinzia, a ovest dal Passo di Monte Croce di Comelico, a est dal passo dell'Oregone, e comprendono diverse cime montuose come il Monte Elmo, la Croda Rossa di Sesto, la Cima Bagni, il Monte Popera, il Col Quaternà, il Monte Vancomun, il Piz delle Dodici, il Monte Pontegrotto, Cima Undici, il Monte Cavallino, il Monte Palombino, il Monte Zovo e il Monte Ferro. Importanti valli sono la Val Comelico, la Val Visdende, la Val Sesis, la Val Frison.